# Singapurische Badmintonmeisterschaft 1957/58
Die Singapurische Badmintonmeisterschaft 1957/58 fand an mehreren Terminen im Oktober, November und Dezember 1957 statt. 

## Austragungsorte
- Singapore Badminton Hall

## Finalresultate
| Disziplin    | Sieger                  | Finalist                     | Ergebnis           |
| ------------ | ----------------------- | ---------------------------- | ------------------ |
| Herreneinzel | Seah Lye Huat           | Robert Lim                   | 17–14, 15–3        |
| Dameneinzel  | Nancy Lim               | Jessie Ong                   | 11–4, 11–4         |
| Herrendoppel | Johnny Heah Lim Say Hup | Ismail Marjan Ong Poh Lim    | 10–15, 15–4, 15–7  |
| Damendoppel  | Lau Hui Huang Nancy Lim | Nancy Ang Jessie Ong         | 18–16, 15–6        |
| Mixed        | Lim Say Hup Jessie Ong  | Lau Teng Chuan Lau Hui Huang | 15–13, 7–15, 18–16 |